# Wygiełzów (Klein-Polen)
Wygiełzów is een dorp in de Poolse woiwodschap Klein-Polen. De plaats maakt deel uit van de gemeente Babice en telt 645 inwoners.